# Гуш-Дан

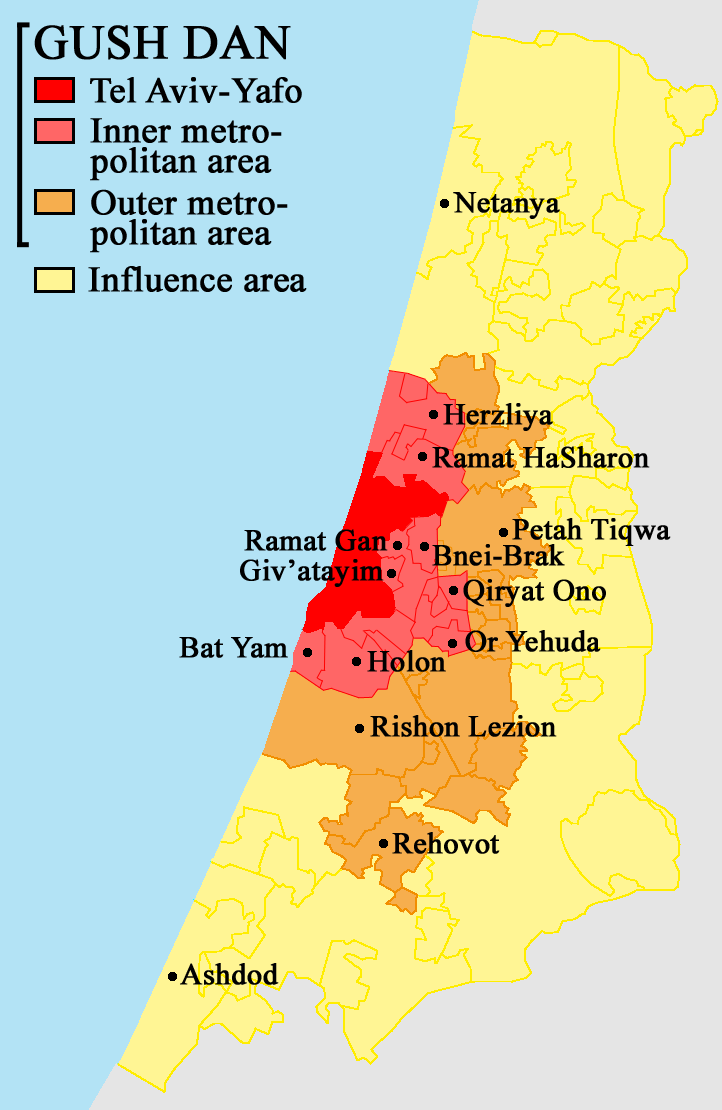

Гуш-Дан (івр. גּוּשׁ דָּן) — це агломерація, що включає Тель-Авівський округ і Центральний округ на узбережжі Середземного моря.
Це найбільша агломерація Ізраїлю з населенням приблизно 3,2 мільйона чоловік.
Назва Гуш-Дан перекладається як «Блок (Об'єднання) Дан». Таку назву агломерація отримала тому, що в часи Ізраїльського царства ці місця були територією коліна Дан (одне з 12 історичних племен ізраїльтян). Згідно з Біблією, коліно спочатку намагалася оселитися в центральній частині узбережжя, але через вороже ставлення філістимлян змогло закріпитися тільки на пагорбистій місцевості долини Сорек. Місце їхньої стоянки стало відомо як Махане Дан (Стан Дана). Область, яку коліно намагалося заселити включає території від Яффо на півночі до Шфели на півдні (біля Тімни).

## Поділ агломерації
Гуш-Дан ділять на ядро і два основних кільця.
Ядро включає такі міста та поселення: Тель-Авів, Бат-Ям, Холон, Рамат-Ґан, Ґів'атаїм, Бней-Брак, Азор.
До внутрішнього кільця відносяться міста: Петах-Тіква, Герцлія, Рамат-га-Шарон, Год-га-Шарон, Кфар Сава, Раанана, Рішон-ле-Ціон, Кір'ят-Оно і велика кількість місцевих рад.
До зовнішнього кільця відносяться міста: Ор-Єгуда, Єгуд, Нес-Ціона, Реховот, Рамле, Лод.
Ядро і його 2 кільця являють собою єдину безперервну міську забудову.
До найближчих передмість Гуш-Дана відносяться: Рош га-Аїн, Шогам, Явне, Кфар-Касем, а також велика кількість невеликих поселень. (Приклад: Бней-Ціон, Ельад , Ґедера) 
До ближніх передмість Гуш-Дана відносяться: Модіін-Макабім-Реут, Нетанія, Ашдод і навіть розташований глибоко на території Західного Берега, Аріель.
Чітко визначених меж Гуш-Дан не має. Приклад: такий вислів і поняття, як «Держава Тель-Авів» що географічно протягнулася «від Хадери до Ґедери». Номінально, Хадера відноситься вже до іншої міської агломерації Велика Хайфа.

### Транспорт
У агломерації головним чином діють автобусні компанії Еґед і Дан, хоча останню поступово витісняє компанія Кавім. Багато ізраїльських шосе проходить через Гуш-Дан, таких як Шосе № Автомагістраль 1, Автомагістраль 2, Автомагістраль 4 і Автомагістраль 5, а також шосе № Автомагістраль 20 (Аялон).

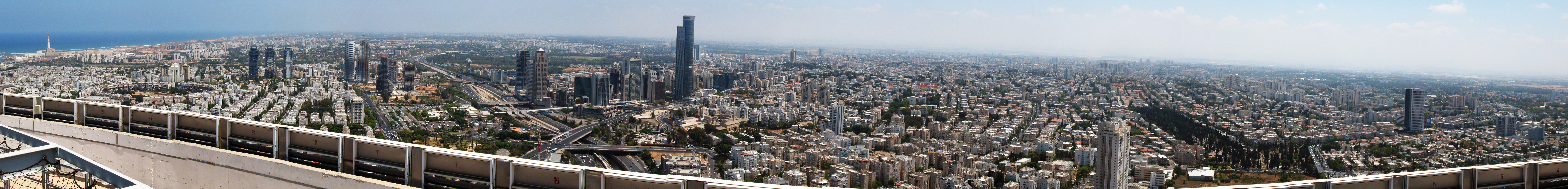

## Ресурси Інтернету
- Гуш-Дан на сайті Путеводитель по Израилю [Архівовано 9 липня 2015 у Wayback Machine.]